# Синдром на Аспергер
Синдромът на Аспергер е психично разстройство от аутистичния спектър, характеризиращо се със значителни трудности в социалното взаимодействие и невербалното общуване, съпътствани от ограничени и повтарящи се модели на поведение и интереси. То се отличава от други разстройства от аутистичния спектър по относителното запазване на езиковото и познавателно развитие. Макар и да не са задължителни за диагнозата, често се наблюдават също слаба двигателна координация и нетипична употреба на езика. За хората, имащи синдром на Аспергер, често е типичен силен, почти маниакален интерес към дадена област, докато при необичайни за тях дейности може да имат трудности. Често поради усамотение такива хора може да преживеят депресивни състояния, които може да окажат влияние на имунната система. Състоянието Аспергер е познато още като синдром на малкия професор, защото въпреки негативите тези хора са по-интелигентни от останалите в дадена област. Те трудно създават и поддържат приятелства, защото най-често са вманиачени в своите интереси, говорят само за тях. Възможно е поведението им да бъде неловко и социално неприемливо. Друга характерна особеност е, че хората с Аспергер трудно фокусират вниманието си.

## История
Синдромът на Аспергер носи името на австрийския доктор Ханс Аспергер, който първи описва заболяването през 1944 година. Терминът синдром на Аспергер обаче се въвежда в медицината едва през 1981 година, тъй като работата на откривателя му е останала неизвестна много дълго време.